# Levi Stubbs

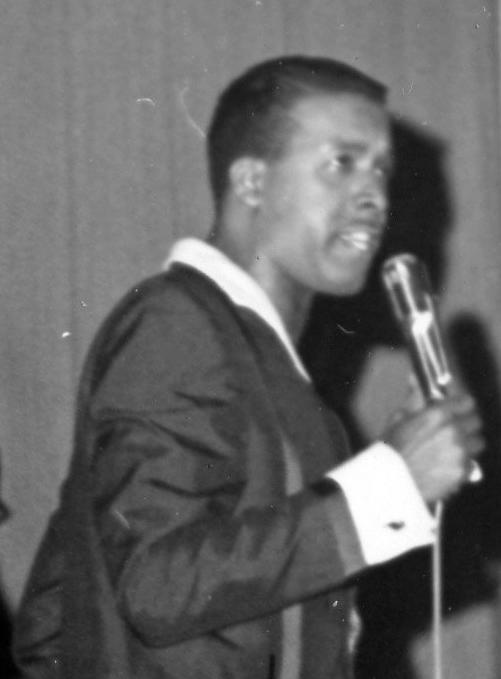
Levi Stubbs

Levi Stubbs, eigenlijk Levi Stubbles (Detroit (Michigan), 6 juni 1936 - aldaar, 17 oktober 2008) was een Amerikaanse zanger en acteur. Het meest bekend was hij van zijn rol als leadzanger van de Motown-groep The Four Tops.

## Jeugd
Stubbs zat tijdens zijn middelbareschooltijd op Pershing High School, eveneens in Detroit. Daar was het waar Stubbs Abdul "Duke" Fakir ontmoette. Beiden hielden ze van zingen en daarom besloten ze een groep te vormen. Ze vonden twee andere leden voor de groep in Renaldo "Obie" Benson en Lawrence Payton die destijds op Cass Technical High School zaten. Stubbs en Fakir ontmoetten hen op een verjaardagsfeest. Naast de eerder genoemden maakte ook korte tijd Roquel Billy Davis, de neef van Lawrence Payton, deel van de groep uit. Zijn rol was vooral songwriter. Dankzij Davis werd de groep, die zichzelf de Four Aims noemde, een contract aangeboden door Chess Records. Daar veranderden ze hun naam in The Four Tops, omdat deze anders te veel op die van The Ames Brothers leek. De groep bracht maar één single, "Kiss Me Baby", bij Chess uit en die bleek niet succesvol te zijn.
Na de teleurstellende periode bij Chess Records vertrok Levi Stubbs, samen met de andere Tops, bij de platenmaatschappij. Daarna zwierven The Four Tops rond bij andere platenmaatschappijen, zoals Riverside Records en Columbia Records. Ook hier boekten zij met hun singles geen succes en zongen ze vooral in cafés.

## Motown
Toen The Four Tops Columbia Records verlieten, werden ze in contact gebracht met Berry Gordy, de directeur van het toen nog kleine Motown. Gordy wilde de Tops graag hebben, omdat ze volgens hem klasse hadden en vlot en beschaafd waren. Ook was hij onder de indruk van de stem van Levi Stubbs. Gordy en The Four Tops werden het echter niet eens over het contract. Twee jaar later, in 1964, tekenden de Tops toch een platencontract met Motown.
Meteen de eerste single, "Baby I Need Your Loving", met Stubbs als leadzanger, was een succes. Hierna hadden The Four Tops nog grote hits met nummers als "I Can't Help Myself", "It's The Same Old Song", "Reach Out, I'll Be There" en "Bernadette". In 1967 verlieten Holland-Dozier-Holland, de songwriters voor de Tops, Motown en meteen daarna droogden de hits voor de groep op. In 1970 hadden ze bij Motown nog een hit met "Still Water (Love)", maar twee jaar later verlieten ze Motown, omdat ze gepasseerd werden door artiesten als The Jackson 5,  Marvin Gaye, Diana Ross, Smokey Robinson en The Commodores.

## Na Motown
In 1972 vertrokken The Four Tops bij Motown en stapten over naar ABC Records. Bij hun nieuwe platenmaatschappij begon het goed. Ze scoorden hits met nummers als "Keeper Of The Castle" en "Ain't No Woman Like The One I've Got". Hoogtepunt en kroon op het werk van hun loopbaan was "Are You Man Enough ?", de titelsong voor de film Shaft in Africa, in 1972. John Shaft - vertolkt door Richard Roundtree - gold als de zwarte James Bond uit het begin van de jaren 70. Voor de Tops zeker zo belangrijk was dat Isaac Hayes bij de soundtrack voor de Shaft-films een grote rol speelde. Na deze top 10-hits ging het echter ook bergafwaarts en vertrok Levi Stubbs samen met de overige Tops naar Casablanca Records. Daar hadden ze in 1981 een #11 hit met "When She Was My Girl". 
In 1983 keerden The Four Tops terug naar Motown. Er volgde een optreden samen met The Temptations. Dit werd een succes en Levi Stubbs en de leider van The Temptations Otis Williams planden een herhaling. Het bleef niet bij één, The Four Tops traden op met Stubbs in de gelederen tot en met 2000. Toen moest hij stoppen met optreden vanwege kanker en diabetes. Zijn plaats bij The Four Tops werd ingenomen door Theo Peoples, een ex-lid van The Temptations.
Samen met The Four Tops werd Levi Stubbs in 1990 geïntroduceerd in de Rock & Roll Hall of Fame en in 1999 in de Vocal Group Hall of Fame. In 1986 bracht Billy Bragg een single uit, genaamd "Levi Stubb's Tears. Dit was een lied ter ere van de ex-leadzanger van The Four Tops.

## Acteur
Naast zijn werk als leadzanger van The Four Tops, was Levi Stubbs ook acteur. Zo wilden de producenten van de film Lady Sings The Blues eerst hem gebruiken als tegenspeler van Diana Ross. Dit kon echter niet, omdat Stubbs toen toerde met The Four Tops. Daarom koos men voor Billy Dee Williams. In 1986 sprak hij de stem in van Audrey II, de vleesetende plant uit de film Little Shop of Horrors. Drie jaar later sprak hij de stem van Mother Brain in, bekend van de televisieserie Captain N: The Game Master.

## Overlijden
Levi Stubbs overleed medio oktober 2008 op 72-jarige leeftijd na een lang ziekbed.